# Maastunnelplein
Het Maastunnelplein is een druk verkeersplein in de Rotterdamse deelgemeente Charlois. Het plein staat in directe verbinding met de toerit ten zuiden van de Maastunnel. Als men komende vanuit de tunnel het plein oprijdt kan er uit vier richtingen worden gekozen. Dorpsweg, Pleinweg, Doklaan of Brielselaan.
Het Maastunnelplein is ondertunneld met twee autotunnels die de verbinding vormen tussen de toerit van de Maastunnel en de Pleinweg. Deze tunnels zijn tegelijk aangelegd met de Maastunnel en maken deel uit van de Tunneltraverse. Ze zijn 3,60 meter hoog, de Maastunnel is 4 meter hoog. Het kwam dan ook regelmatig voor dat te hoge vrachtwagens zichzelf onder het Maastunnelplein vastreden.
In de zomer van 2009 werd het verkeersplein grondig aangepakt, waarbij onder meer de aparte U-boog om vanuit zuidelijke richting de Maastunnel te benaderen is veranderd.
Afrikaanderplein ·
Atjehstraat ·
Beijerlandselaan ·
Brede Hilledijk ·
Brielselaan ·
Boulevard Zuid ·
Charloisse Lagedijk ·
Coen Moulijnweg ·
Dordtselaan ·
Dordtsestraatweg ·
Dorpsweg ·
Goereesestraat ·
Groene Hilledijk ·
Groene Kruisweg ·
Grondherendijk ·
Katendrechtse Lagedijk ·
Kerkwervesingel ·
Kromme Zandweg ·
Laan op Zuid ·
Lange Hilleweg · 
Maastunnelplein ·
Mijnsherenlaan ·
Oldegaarde ·
Oranjeboomstraat ·
Pendrechtseweg ·
Plein 1953 ·
Pleinweg ·
Pretorialaan ·
Prins Hendrikkade ·
Riederlaan · 
Rosestraat ·
2e Rosestraat .
Slinge ·
Smeetlandsedijk · 
Stadionweg ·
Stieltjesplein ·
Stieltjesstraat ·
Strevelsweg ·
Vaanweg ·
Veerlaan ·
Vondelingenweg ·
Wilhelminakade ·
Wilhelminaplein ·
Zuiderpark ·
Zuiderparkweg ·
Zuidplein